# Tèsia de Timor
La tèsia de Timor (Urosphena subulata) és una espècie d'ocell de la família dels cètids (Cettiidae). És endèmica de l'illa de Timor. Els seus hàbitats principals són els boscos tropicals i subtropicals secs i els matollars i praderies tropicals i subtropicals d'altura. El seu estat de conservació es considera de risc mínim.